# Marion Township (comté de Mercer, Missouri)
Pour les articles homonymes, voir Marion Township.
Marion Township est un ancien township, situé dans le comté de Mercer, dans le Missouri, aux États-Unis,.